# Ilsi Job Boldrini
Ilsi Job Boldrini (1944) es una botánica, destacada agrostóloga, ecóloga, y profesora brasileña.
Desarrolla actividades académicas e investigativas en el Instituto de Ciencias Biológicas, Departamento de Botánica, de la Universidad Federal de Rio Grande do Sul. Se ha especializado en taxonomía de angiospermas, con taxonomía, florística, de Rio Grande do Sul, de la familia de las poáceas.

## Algunas publicaciones
- angelo a. Schneider, ilsi i. Boldrini. 2011. Microsculpture of cypselae surface of Baccharis sect. Caulopterae (Asteraceae) from Brazil / Microescultura de la superficie de las cipselas de Baccharis sect. Caulopterae (Asteraceae) de Brasil. An. J.B.R. 68 (1 ): 107/116 ISSN 0211-1322
- ------------------------------, gustavo Heiden, ilsi i. Boldrini. 2011. Baccharis scopulorum, a new species of section Caulopterae (Asteraceae: Astereae) from rocky cliffs of southern Brazil. Phytotaxa 15: 9-14
- rafael Trevisan, ilsi i. Boldrini. 2010. Novelties in Eleocharis ser. Tenuissimae (Cyperaceae), and a Key to the Species of the Series Occurring in Brazil. Systematic Bot. 35 ( 3): 504-511
- raquel Lüdtke, ilsi i. Boldrini, silvia t. Sfoggia Miotto. 2008. Polygala altomontana (Polygalaceae), a new species from southern Brazil. Kew Bull. 63 ( 4): 665 - 667
- rafael Trevisan, ilsi i. Boldrini. 2005. Eleocharis ochrostachys Steud. (Cyperaceae), nova ocorrência para os Estados do Rio Grande do Sul e de Santa Catarina, Brasil. Acta Bot. Bras. 19 (4 ) http://dx.doi.org/10.1590/S0102-33062005000400004 ISSN 0102-3306 en línea

### Libros
- ilsi iob Boldrini, hilda m. Longhi-Wagner, sonja de Castro Boechat. 2005. Morfologia e taxonomia de gramíneas sul-rio-grandenses. Ed. UFRGS, 96 pp. ISBN 8570258283, ISBN 9788570258281
- -----------------------, -----------------------------------. 2001. Revisão de Andropogon L. (Poaceae - Panicoideae - Andropogoneae) no Brasil. Ed. Univ. de São Paulo, Instituto de Biociências. 401 pp.

### Capítulos de libros
- ilsi iob Boldrini. 2006. Diversidade florística nos campos do Rio Grande do Sul. En: 57.º Congresso Nacional de Botânica. Sociedade Botânica do Brasil. Porto Alegre. p: 321-32

## Reconocimientos
- Becaria del Consejo Nacional de Desarrollo Científico y Tecnológico, CNPq, Brasil

## Membresías
- de la Sociedad Botánica del Brasil[5]
- Plantas do Nordeste[6]